# Dauphin blanc de Chine
 (mai 2023).
Si vous disposez d'ouvrages ou d'articles de référence ou si vous connaissez des sites web de qualité traitant du thème abordé ici, merci de compléter l'article en donnant les références utiles à sa vérifiabilité et en les liant à la section « Notes et références ».
Sousa chinensis chinensis
Sous-espèce
Statut de conservation UICN

 NT  : Quasi menacé

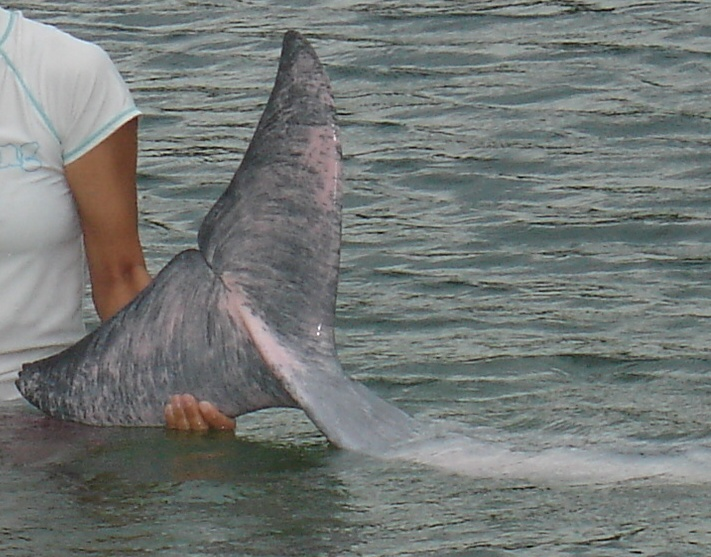
Détail de la queue, aux couleurs grises et roses.

Le dauphin blanc de Chine (Sousa chinensis chinensis) ou dauphin à bosse de l'Indo-Pacifique est une sous-espèce de dauphin à bosse, une des quatre-vingts espèces de cétacés.

## Caractéristiques
Un adulte est de couleur blanche ou rose et peut apparaître comme un dauphin albinos pour certains. Unique, la population le long de la côte chinoise a la peau rose. La peau rose n'est pas due à des pigments, mais aux vaisseaux sanguins pour la thermorégulation. La longueur du corps de l'adulte est de 200 à 350 centimètres, et le corps du petit d'environ 1 mètre. Un adulte pèse de 150 à 230 kg. Un dauphin blanc de Chine vit 40 ans : cela peut être déterminé par les dents.
Les dauphins à bosse de l'Indo-Pacifique vivent en Asie du Sud, et se reproduisent de l'Afrique du Sud en Australie.
Il existe deux sous-espèces, chinoise et occidentale, qui diffèrent par la couleur et la taille de la nageoire dorsale. La démarcation en est l'île de Sumatra.
La sous-espèce d'Asie du Sud a la peau blanc rosé et une nageoire dorsale plus grande, mais n'a pas la bosse de graisse et de l'Afrique du Sud ni les relations australiennes.
À la naissance, les dauphins sont de couleur noire, qui passe au gris, puis au rose avec des taches. Les adultes sont de couleur blanche.

## Comportement
Les dauphins blancs chinois nagent à la surface de l'eau pour respirer tous les vingt à trente secondes, puis restent en plongée en eau profonde. Un jeune dauphin remonte à la surface deux fois plus qu'un adulte, en raison de sa moindre capacité pulmonaire. Les adultes restent sous l'eau deux à quatre minutes, rarement jusqu'à huit minutes.
Parfois, ils sautent hors de l'eau, exposant leur corps tout entier. Ils présentent aussi parfois partiellement leur corps à la verticale hors de l'eau. Leurs yeux globuleux leur permettent de voir clairement dans l'air et l'eau.

## Reproduction
Les dauphins blancs chinois sont des créatures sociables, qui vivent en groupes de trois à quatre. La femelle est mature à dix ans, le mâle à treize ans. Les accouplements ont lieu habituellement de la fin de l'été à l'automne. Les enfants naissent généralement onze mois après l'accouplement. La femelle peut donner naissance tous les trois ans. Les soins parentaux durent jusqu'à l'autonomie alimentaire.

## Observation des dauphins
Hong Kong Dolphinwatch organise des excursions en bateau pour visiter les dauphins blanc chinois, depuis douze ans. Les dauphins vivent principalement dans les eaux de l'île du nord de Lantau, du sud-est de Lantau, des îles de Soko et de Peng Chau. Les voyages gérés par la Hong Kong Dolphinwatch sont menés principalement dans le but de sensibiliser les résidents de Hong Kong en ce qui concerne les dauphins. De plus, l'opération se conforme strictement au Code de conduite pour les activités sur les dauphins : Hong Kong Agricultural and Fisheries Department's voluntary Code of Conduct for Dolphin Watching Activities.
Dix pour cent des bénéfices de l'organisation sont remis au Water Action Group des Amis de la Terre (HK), organisme de bienfaisance visant à sensibiliser le public à l'environnement côtier de Hong Kong.
Divers rapports récents affirment que l'observation de ces dauphins les met encore plus en danger. Il s'agit pourtant généralement de petites excursions organisées localement ponctuelles, ou de bateaux de plaisance privés qui ne respectent pas le code.
Les principes de base de ces codes de conduite sont les suivants:
- conserver une bonne distance d'observation,
- ne pas chercher le contact physique,
- ne pas donner d'aliment,
- ne pas chercher à nuire.

Les bateaux doivent :
- maintenir une vitesse lente et régulière, de moins de 10 nœuds,
- garder un mouvement parallèle à la route du dauphin.

## Origine d'une expression cantonaise
Le cantonais a une expression argotique "Wu Gei Bak Gei" (souvent écrite 乌 忌 忌 白, lit. "black tabou tabou blanc") qui signifie que quelqu'un est un mauvais présage ou une nuisance. L'expression vient de la population des pêcheurs cantonais, pour qui les dauphins viennent manger les poissons dans leurs filets.
Toutefois, en bon chinois, cela devrait être écrit 乌 鱀 鱀 白, avec "Gei" à l'origine en vieux chinois, qui signifie dauphins. "Wu" renvoie aux marsouins aptères, noirs, et "bak", blanc, renvoie aux dauphins de rivière chinois. Ces deux espèces provoquent souvent la destruction des prises des pêcheurs. Avec les ans, comme "dauphin" sonne comme «malchance», le sens de l'expression a changé. Toutefois, en cantonais, le "wu" se réfère aux petits des dauphins blancs de Chine, et "bak" se réfère aux adultes. Les dauphins de rivière (Baiji) n'existent pas à Hong Kong ni dans l'estuaire. Aujourd'hui, les dauphins ne sont plus appelés "gei", mais 海豚 (Hoi tuen), ce qui signifie littéralement cochon de mer.

## Chronologie
- 1637: Le dauphin blanc de Chine est découvert à Hong Kong par l'aventurier Peter Mundy près de la rivière Rivière des Perles. Les espèces sont attirées par l'estuaire de la Pearl River en raison de ses eaux saumâtres.
- 1765: Pehr Osbeck donne la première description scientifique de l'espèce (Carwardine et al 2002.),
- Fin des années 1980 : Les écologistes commencent à prêter attention à la population de dauphins blancs chinois.
- Début 1990 : Le public de Hong Kong commence à prendre conscience du dauphin blanc de Chine, à la suite des effets secondaires de la construction de l'aéroport de Chek Lap Kok, occasion de l'un des plus grands projets au monde de remise en état d'un lieu : neuf kilomètres carrés de fonds marins à proximité de Nord Lantau, l'un des principaux habitats des dauphins.
- Début 1993 : Réévaluation des effets environnementaux de la construction de l’aéroport Chek Lap Kok. Cette alerte éco-activiste attire l'attention des médias sur la question. Assez rapidement, le gouvernement de Hong Kong commence à s'impliquer en finançant des projets de recherche sur les dauphins blancs chinois.
- Fin 1993 Le Ministère de L'Agriculture, des Pêcheries et de la Conservation est créé.
- 1996: Le Dr Thomas Jefferson commence à mener des recherches sur les dauphins blancs chinois.
- 1997: Le dauphin blanc de Chine devient la mascotte officielle pour les cérémonies de changement de statut de Hong Kong.
- 1998: Les résultats de la recherche du Dr Thomas Jefferson sont publiés dans "Wildlife Monographs".
- 1998: Le Hong Kong Dolphinwatch est mis en place, et organise des visites d'observation des dauphins pour sensibiliser le grand public.
- 2000: Le Ministère de l'Agriculture, des Pêcheries et de la Conservation commence à faire de l'observation à long terme des dauphins blancs chinois à Hong Kong.
- 2000: La population des dauphins blancs chinois atteint son minimum, 80-140 dauphins dans les eaux de la rivière des Perles.
- 2018: On en dénombre plus de 200 dans la réserve chinoise de Jiangmen (réserve située à la sortie de l’estuaire de la rivière des Perles), autour des îles de Dajin, Shangchuan et Xiachuan (Taishan (Guangdong))[2].